# Crișeni
Crișeni (Cigányi en hongrois) est une commune roumaine du județ de Sălaj, dans la région historique de Transylvanie et dans la région de développement du Nord-ouest.

## Géographie
La commune de Crișeni est située dans le centre du județ, au contact entre les bassins de la rivière Zalău et de la rivière Sălaj, à neuf kilomètres au nord de Zalău, le chef-lieu du județ.
La municipalité est composée des trois villages suivants (population en 2002) :
- Cristur-Crișeni (456) ;
- Crișeni (1 236), siège de la commune ;
- Gârceiu (751).

## Histoire
La première mention écrite de la commune date de 1387 sous le nom de Cziganyvaja.
La commune, qui appartenait au royaume de Hongrie, faisait partie de la principauté de Transylvanie et elle en a donc suivi l'histoire.
Après le compromis de 1867 entre Autrichiens et Hongrois de l'empire d'Autriche, la principauté de Transylvanie disparaît et, en 1876, le royaume de Hongrie est partagé en comitats. Crișeni intègre le comitat de Szilágy (Szilágymegye).
À la fin de la Première Guerre mondiale, l'Empire austro-hongrois disparaît et la commune rejoint la Grande Roumanie.
En 1940, à la suite du deuxième arbitrage de Vienne, elle est annexée par la Hongrie jusqu'en 1944. Elle réintègre la Roumanie après la Seconde Guerre mondiale.

## Politique
Le Conseil Municipal de Crișeni compte 11 sièges de conseillers municipaux. À l'issue des élections municipales de juin 2008, Andrei maior (UDMR) a été élu maire de la commune.
| Parti                                      | Nombre de conseillers |
| ------------------------------------------ | --------------------- |
| Union démocrate magyare de Roumanie (UDMR) | 3                     |
| Parti démocrate-libéral (PD-L)             | 3                     |
| Parti social-démocrate (PSD)               | 3                     |
| Parti national libéral (PNL)               | 1                     |
| Parti conservateur                         | 1                     |

## Religions
En 2002, la composition religieuse de la commune était la suivante :
- Chrétiens orthodoxes, 66,63 % ;
- Réformés, 30,53 % ;
- Baptistes, 1,35 % ;
- Grecs-Catholiques, 0,73 %.

## Démographie
En 1910, à l'époque austro-hongroise, la commune comptait 958 Roumains (40,89 %) et 1 374 Hongrois (58,64 %).
En 1930, on dénombrait 1 239 Roumains (33,60 %), 1 375 Hongrois (51,17 %), 37 Juifs (1,38 %) et 31 Tsiganes (1,15 %).
En 1956, après la Seconde Guerre mondiale, 1 529 Roumains (46,52 %) côtoyaient 1 716 Hongrois (52,21 %) et 40 Tsiganes (1,22 %).
En 2002, la commune comptait 1 559 Roumains (63,81 %), 785 Hongrois (32,13 %) et 99 Tsiganes (4,05 %).
| 1850  | 1880  | 1900  | 1910  | 1920  | 1930  | 1941  | 1956  | 1966  |
| ----- | ----- | ----- | ----- | ----- | ----- | ----- | ----- | ----- |
| 1 662 | 1 845 | 2 203 | 2 343 | 2 542 | 2 687 | 2 821 | 3 287 | 2 634 |

| 1977  | 1992  | 2002  | 2007  | - | - | - | - | - |
| ----- | ----- | ----- | ----- | - | - | - | - | - |
| 2 705 | 2 116 | 2 443 | 2 527 | - | - | - | - | - |

## Économie
L’économie de la commune repose sur l'agriculture et l'artisanat. la commune dispose de 2 735 hectares de terres agricoles (1 626 ha de terres arables, 704 ha de pâturages, 67 ha de vignes et 15 ha de vergers).

## Communications

### Routes
Crișeni est située sur la route nationale DN1H Zalău-Jibou, à proximité de la DN1F Zalău-Sărmășag. La route régionale DJ108 mène vers Cehu Silvaniei au nord.

### Voies ferrées
la gare la plus proche est celle de Zalău-nord à deux kilomètres du village de Crișeni.

## Lieux et monuments
- À Crișeni, l’église réformée est de style gothique et date du XIIIe siècle.